# Tirmini
Tirmini (auch: Tyrméni) ist eine Landgemeinde im Departement Takeita in Niger.

## Geographie

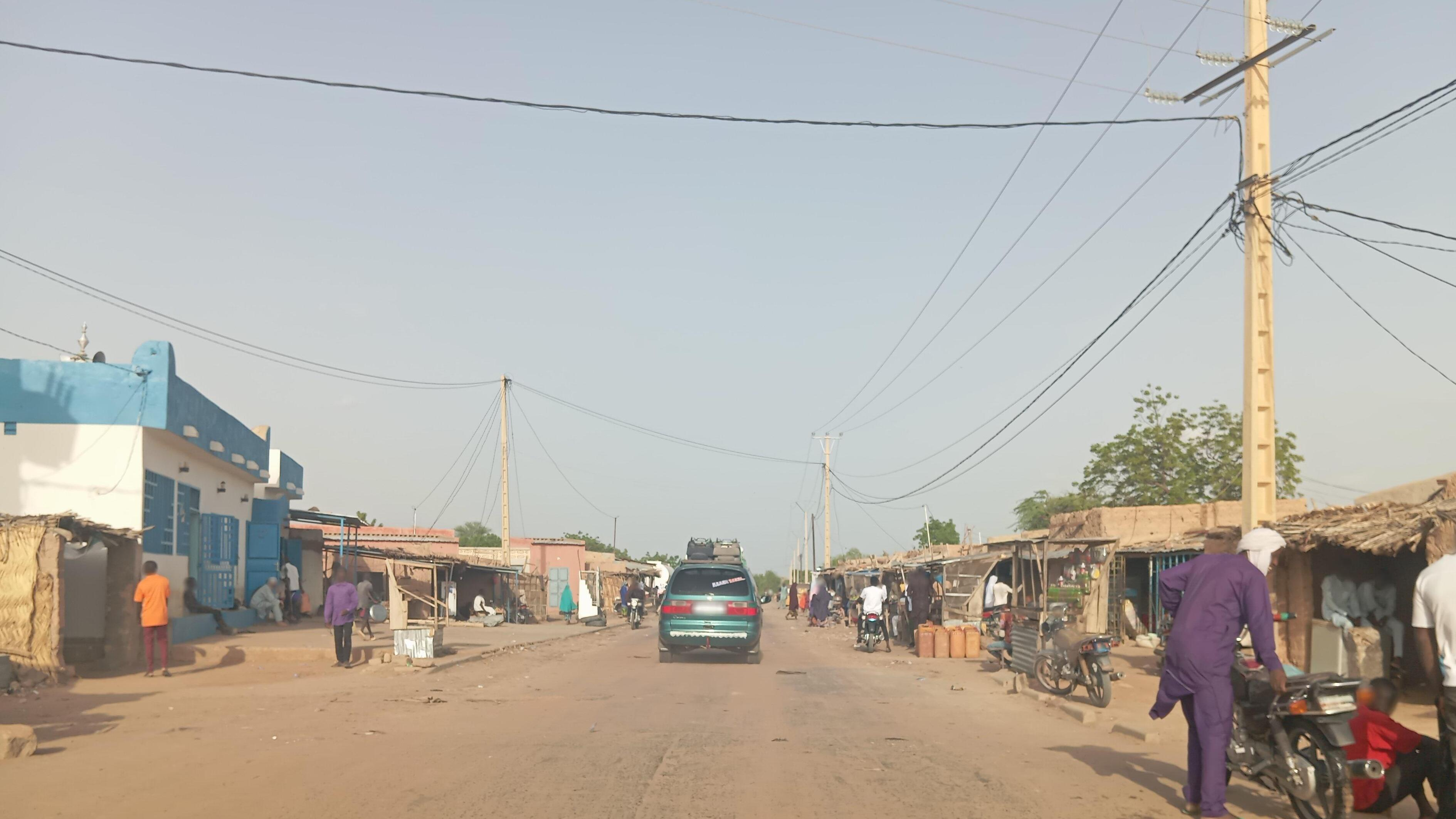
Straßenszene im Gemeindehauptort Tirmini (2024)

Tirmini liegt in der Sahelzone. Die Nachbargemeinden sind Falenko und Olléléwa im Norden, Dakoussa und Zinder im Osten, Droum und Ichirnawa im Süden sowie Garagoumsa und Ourafane im Westen. Bei den Siedlungen im Gemeindegebiet handelt es sich um 114 Dörfer, 134 Weiler und 9 Lager. Zusätzlich erhebt Tirmini Ansprüche auf das Dorf Damkarou und die Weiler Chacha Goua und Toumbagou im Arrondissement Zinder IV. Der Hauptort der Landgemeinde ist das Dorf Tirmini. Es liegt auf einer Höhe von 447 m.
Beim Dorf Babarkia erstreckt sich das 1275 Hektar große Waldschutzgebiet Forêt classée de Babarkia.

## Geschichte
James Richardson berichtete von seiner Afrikareise in den Jahren 1850 und 1851 über „Termeni“ als eine der großen Städte im Sultanat Zinder. Ende des 19. Jahrhunderts boten die Märkte von Tirmini und weiteren Dörfern in der Region dem in der Stadt Zinder ansässigen bedeutenden Händler Malan Yaroh jene Handwerksprodukte, Pelze, Tierhäute und Henna, die er für den Transsaharahandel benötigte. Malan Yaroh ließ Bauern und Handwerker aus Tirmini und anderen Dörfern auch direkt Waren für den Maghreb produzieren. Er versorgte sie mit Rohstoffen und erhielt daraus hergestellte Produkte wie verarbeitete Baumwolle, Korbwaren und Gerbereiprodukte.

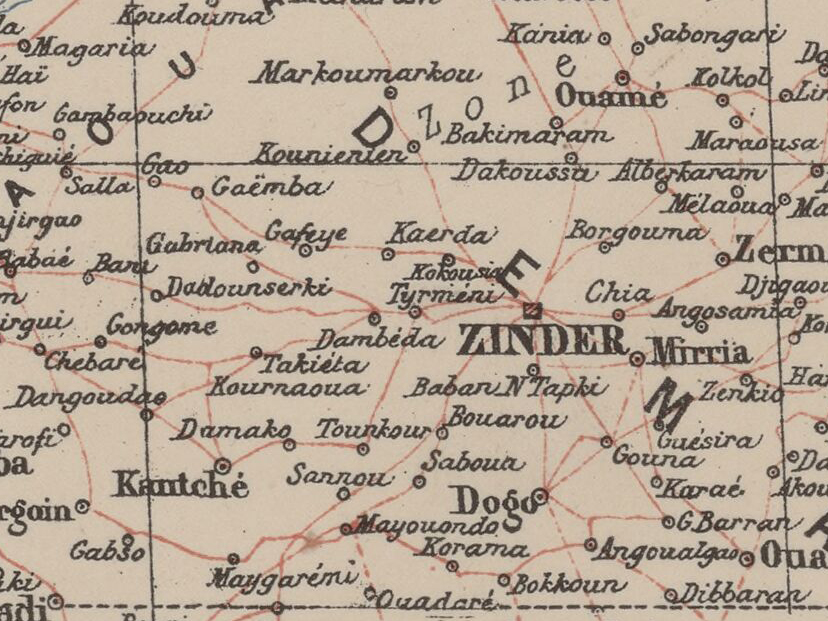
Ausschnitt einer Karte von 1903 mit Tirmini (Tyrméni) im Zentrum

Am 29. Juli 1899 besiegte die französische Mission Voulet-Chanoine in der Schlacht von Tirmini das mächtige Sultanat Zinder. Am 30. Juli 1899 konnte die Stadt Zinder kampflos eingenommen werden. Dies war eine wichtige Etappe auf dem Weg zur Gründung der französischen Nigerkolonie. In den 1920er Jahren galt die durch Tirmini führende und 1375 Kilometer lange Piste von Niamey nach N’Guigmi als einer der Hauptverkehrswege in der damaligen Kolonie. Sie war in der Trockenzeit bis Guidimouni und wieder ab Maïné-Soroa von Automobilen befahrbar.
Die Landgemeinde Tirmini ging 2002 im Zuge einer landesweiten Verwaltungsreform aus dem Kanton Tirmini hervor. Seit 2011 gehört die Landgemeinde nicht mehr zum Departement Mirriah, sondern zum neugegründeten Departement Takeita.

## Bevölkerung
Bei der Volkszählung 2012 hatte die Landgemeinde 116.011 Einwohner, die in 18.030 Haushalten lebten. Bei der Volkszählung 2001 betrug die Einwohnerzahl 69.356 in 3166 Haushalten.
Im Hauptort lebten bei der Volkszählung 2012 3440 Einwohner in 556 Haushalten, bei der Volkszählung 2001 2524 in 430 Haushalten und bei der Volkszählung 1988 853 in 162 Haushalten.
In ethnischer Hinsicht ist die Gemeinde ein Siedlungsgebiet von Damagarawa, Fulbe, Iklan, Katsinawa und Azna. In Tirmini leben Angehörige der vor allem Agropastoralismus betreibenden Tuareg-Untergruppen Mikitan und Tafazarak sowie der auf Fernweidewirtschaft spezialisierten Fulbe-Untergruppen Oudah’en und Wodaabe.

## Politik
Der Gemeinderat (conseil municipal) hat 25 gewählte Mitglieder. Mit den Kommunalwahlen 2020 sind die Sitze im Gemeinderat wie folgt verteilt: 11 PNDS-Tarayya, 7 RDR-Tchanji, 3 CPR-Inganci, 2 ARD-Adaltchi Mutunchi, 1 AMEN-AMIN und 1 RPD-Bazara.
Jeweils ein traditioneller Ortsvorsteher (chef traditionnel) steht an der Spitze von 103 Dörfern in der Gemeinde. Der chef traditionnel des Hauptorts, der dem Sultan von Zinder untergeordnet ist, trägt den Herrschertitel Barma.

## Wirtschaft und Infrastruktur

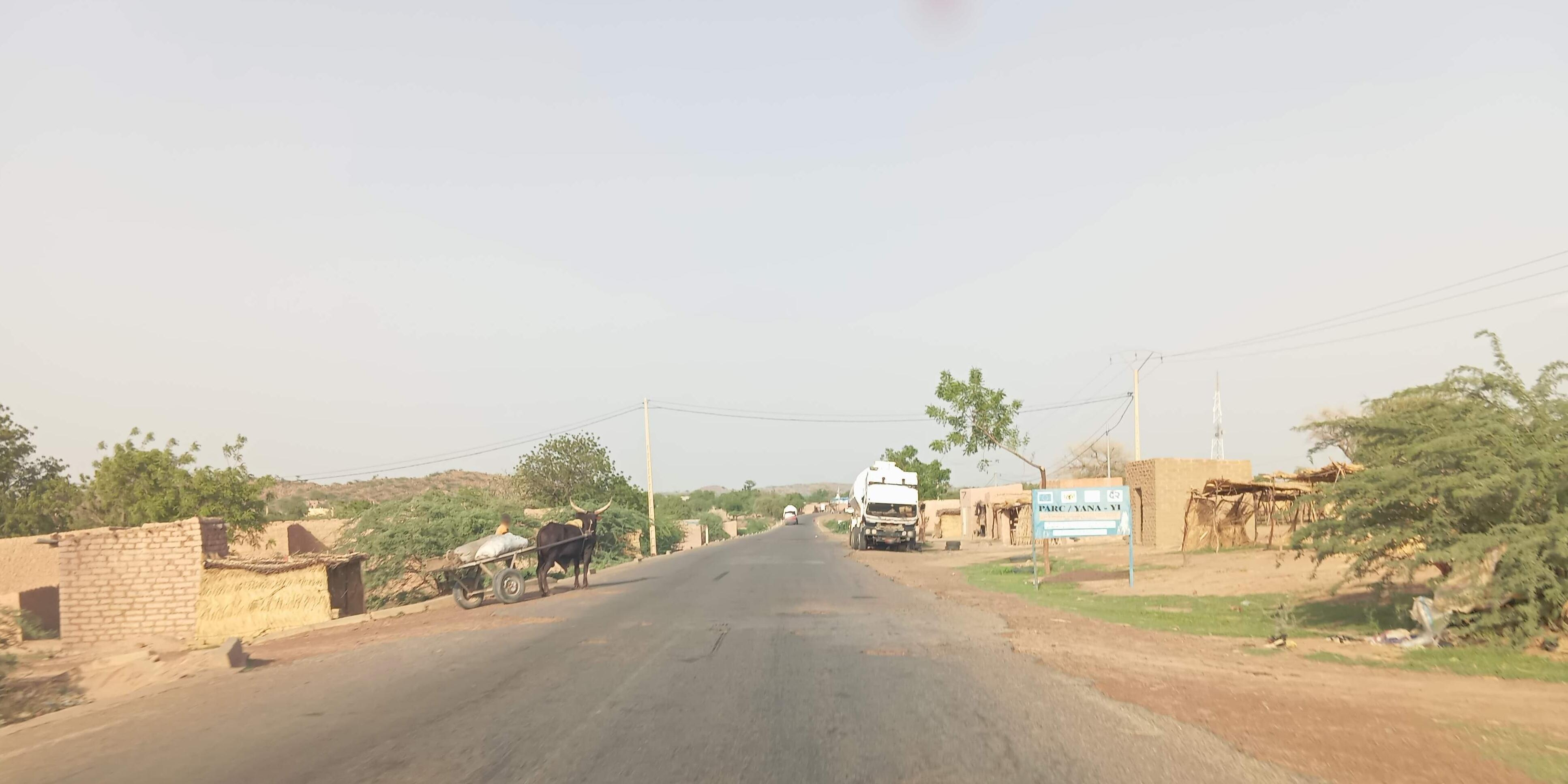
Nationalstraße 1 im Gemeindehauptort Tirmini (2024)

Gesundheitszentren des Typs Centre de Santé Intégré (CSI) sind im Hauptort sowie in den Siedlungen In Yélwa, Maguirami, Maï Komboroua und Toudoun Aggoua vorhanden. Die Gesundheitszentren im Hauptort und in Maguirami verfügen jeweils über ein eigenes Labor und eine Entbindungsstation. Der CEG Tirmini ist eine allgemein bildende Schule der Sekundarstufe des Typs Collège d’Enseignement Général (CEG). Das Berufsausbildungszentrum Centre de Formation aux Métiers de Tirmini (CFM Tirmini) bietet Lehrgänge in Landwirtschaftsmechanik und familiärer Wirtschaft an.
An der asphaltierten Nationalstraße 1, der längsten Fernstraße Nigers, liegen der Gemeindehauptort sowie die Dörfer Baboul Haoussa und Toudoun Aggoua. Tirmini ist im Frühwarnsystem für Ernährungskrisen nur in einer mittleren Gefährdungsstufe verzeichnet, ist jedoch im Krisenfall – ähnlich der Nachbargemeinde Olléléwa – aufgrund seiner Anbindung an die Nationalstraße 1 ein wichtiger Ausgangspunkt von Hilfeverteilungsmaßnahmen.

## Persönlichkeiten
- Ousmane Moutari (* 1952), Diplomat